# Salt (Spagna)
Salt è un comune spagnolo di 29 985 abitanti situato nella comunità autonoma della Catalogna, in provincia di Girona. Fa parte dell'area urbana di Gerona, agglomerato di comuni della cintura cittadina.